# Götz van Ooyen
Götz van Ooyen (* 1969 in Offenbach am Main) ist ein deutscher Schauspieler und Regisseur.

## Leben

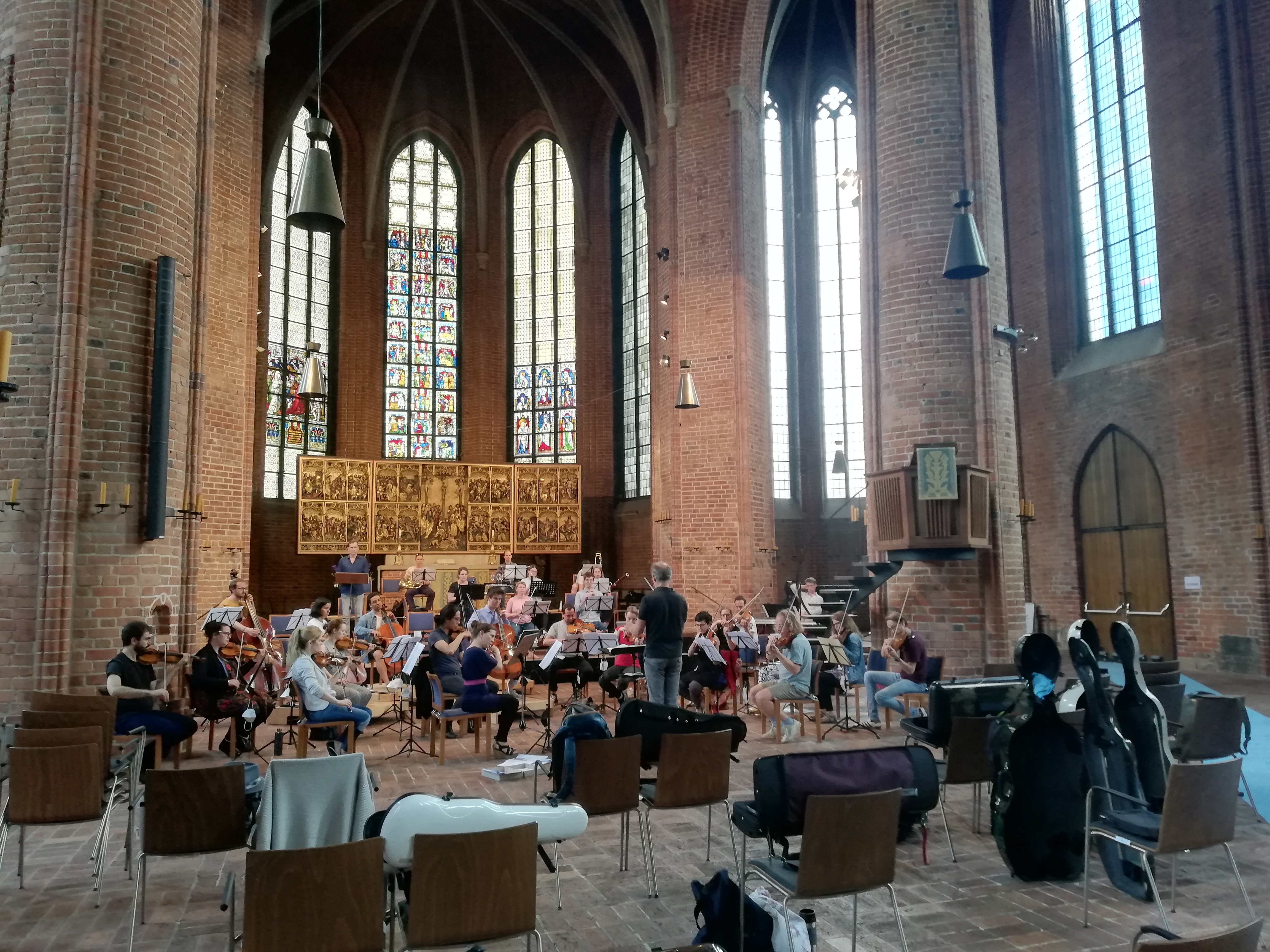
Götz van Ooyen (stehend vor dem Pult am Altar) im Juli 2021 während einer Generalprobe zum Beethoven-Festival mit dem Dirigenten Thorsten Encke in der Marktkirche von Hannover

Götz van Ooyen absolvierte von 1990 bis 1994 ein Schauspielstudium an der Westfälischen Schauspielschule Bochum und debütierte 1992 als Ian Brady in Rainer Werner Fassbinders Preparadise sorry now am Schauspielhaus Bochum. Nach seiner Ausbildung ging er für drei Jahre ans Theater Bielefeld und wurde dort 1996 als bester Nachwuchsschauspieler ausgezeichnet. Von 1997 bis 2009 gehörte er zum Ensemble des Staatstheaters Braunschweig, an dem er unter anderem als Hamlet, Macbeth (Shakespeare), Clavigo und Goethes Faust zu sehen war. 2003 erhielt er in Braunschweig den Förderpreis für junge Theaterkünstler. Von 2009 bis 2011 war er festes Ensemble-Mitglied am Theater Lübeck. Von 2011 bis 2015 lebte er als freischaffender Schauspieler in Berlin, arbeitete an verschiedenen Bühnen in Deutschland und der Schweiz und machte Produktionen mit dem Theaterkollektiv Mass und Fieber. Im Sommer 2015 wurde er wieder festes Mitglied im Schauspielensemble des Staatstheaters Braunschweig.
Neben seiner Tätigkeit als Schauspieler und Sänger führte er auch Regie, unter anderem bei den Bühnenfassungen von Alessandro Bariccos Novecento und Das kunstseidene Mädchen von Irmgard Keun am Staatstheater Braunschweig. Er arbeitet als Sprecher für Hörspiel- und Hörbuch-Produktionen sowie Image- und Dokumentarfilme und gestaltet Lesungen und Liederabende. Mit den Comedian Harmonists in Concert gibt er deutschlandweit regelmäßig Konzerte.